# Gloria, Wilma et moi
Gloria, Wilma et moi est une série télévisée d'animation française en 26 épisodes de 26 minutes, créée par Vanessa Kowalczyk et Eunice Alvarado Ellis et diffusée à partir du 24 juin 2006 sur France 2 dans l'émission KD2A.

## Synopsis
Cette série est un road movie mettant en scène Melody, une adolescente d'une quinzaine d'années, sa grand-mère Wilma et l'amie de cette dernière, Gloria, lors de leur traversée des États-Unis en camping-car.

## Épisodes
1. Sur la route
2. La nuit des goules
3. Toutes en scène
4. Asphalte blues
5. Citrouilles et cotillons
6. Les portes du Bronx
7. Petits mensonges entre mamies
8. La reine du maïs
9. Tu me soul !
10. Ça va être coton
11. Key d'amour
12. L'école des mamies
13. Bayou
14. Le pont infernal
15. Il faut sauver Wilma
16. Allen, le 4e passager
17. Viva Paquita !
18. Route 66
19. Règlements de comptes
20. Dans la chaleur de la neige
21. Un univers impitoyable
22. Rencontre du troisième type
23. Las Vegas
24. Le macchabée du macadam
25. Les requins ont les dents longues
26. Les requins quittent le navire

Adaptation : Xavier Hussenet